# Viva (album Angela Baraldi)
Viva è il primo album di Angela Baraldi, pubblicato nel 1990 dalla RCA Italiana.
Il lavoro è arrangiato e prodotto da Lucio Dalla e Bruno Mariani.

## Tracce
- Viva
- Siamo mondi che s'incontrano
- Non so chi sei
- Piccola maga
- Preghiera
- Confusa
- Madre
- Io & Sem

## Formazione
- Angela Baraldi – voce
- Jean-Paul Ceccarelli – batteria
- Lucio Dalla – tastiera
- Luca Malaguti – basso, programmazione, tastiera
- Mauro Patelli – chitarra acustica
- Aldo Fedele – tastiera
- Bruno Mariani – chitarra elettrica
- Ignazio Orlando – programmazione